# Faro de Maplin Sands
El Faro de Maplin Sands fue el primer faro sobre pilotes de rosca del mundo. Diseñado por el ingeniero invidente, norirlandés Alexander Mitchell, la construcción empezó en 1838 en la desembocadura del Río Támesis y el faro fue finalmente encendido en 1841. Sin embargo, el Faro de Wyre en Fleetwood, Lancashire, cuya construcción empezó más tarde, fue el primer faro sobre pilotes de rosca del mundo en entrar en servicio al ser encendido en 1840.

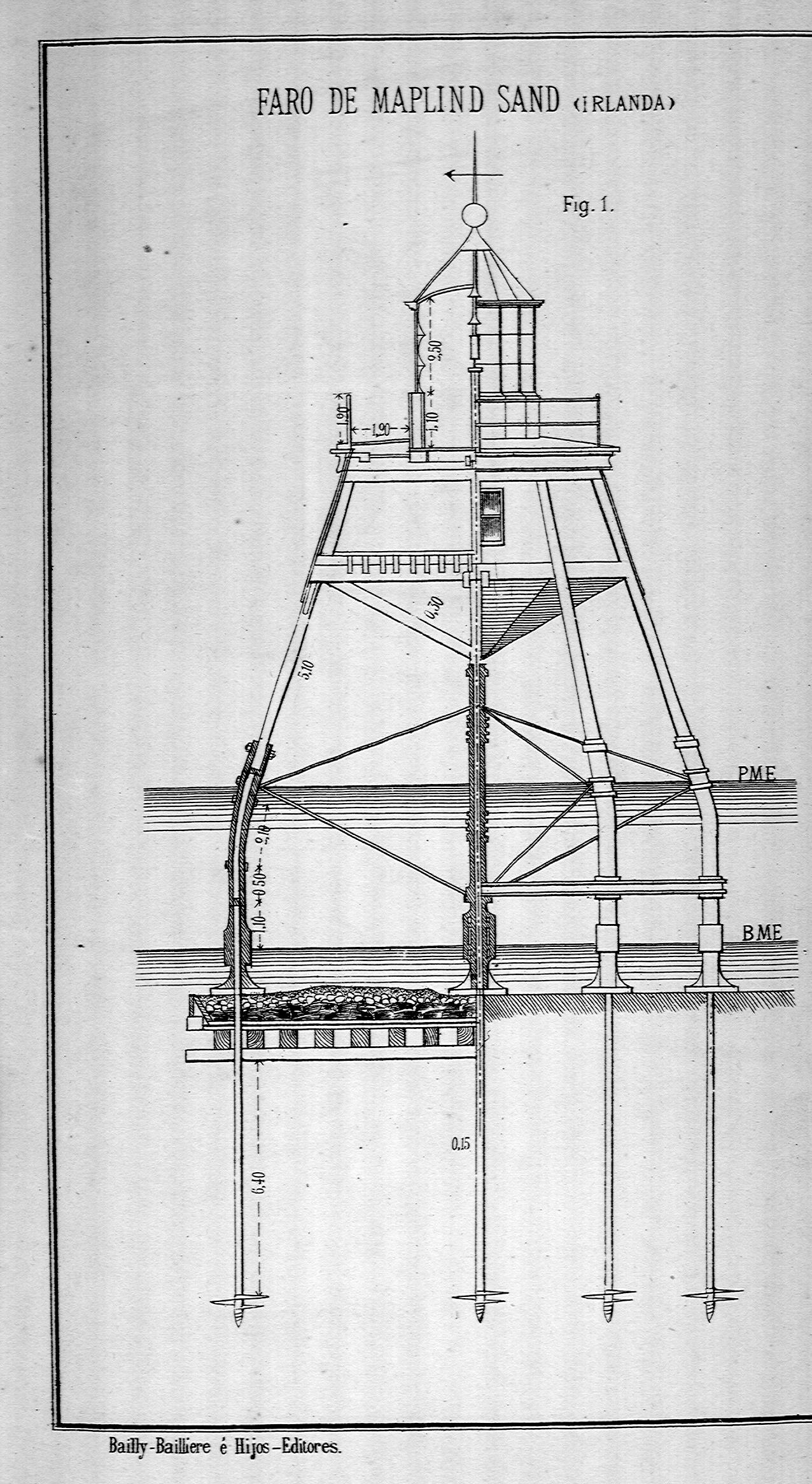
Faro de Maplin Sands según dibujo de José Eugenio Ribera.

El 26 de agosto de 1931 Trinity House publicó un aviso para los navegantes avisando que la luz, campana y la conexión telefónica del Faro de Maplin serían desconectadas hasta que finalizasen unos estudios que se estaban relativos a la estabilidad de la estructura. Un segundo aviso publicado el 15 se septiembre de 1931 informaba de la colocación de una boya faro en las proximidades del faro. Finalmente, la erosión de las pilas causada por las fuertes mareas de la zona provocó la socavación del faro que fue arrastrado por las corrientes y destruido en 1932.
Después del éxito obtenido al construir el faro de Maplin Sands, otros faros sobre pilotes de rosca parecidos fueron construidos en la zona de la desembocadura del Támesis, incluyendo el Faro de Chapman Sands cerca de Canvey o el de Yantlet. De todos ellos el único que permanece en pie en la actualidad es el Faro de Gunfleet, aunque permanece fuera de servicio desde la década de 1920.